# Kampioenschap van Vlaanderen
Kampioenschap van Vlaanderen är ett endagslopp i Belgien inom cykelsporten som hålls varje år i september i Västflandern, Belgien. Banan går mellan Pittem och Koolskamp (Ardooie). Tävlingen tillhör sedan 2005 UCI Europe Tour och kategoriseras som 1.1.
Tävlingen startade 1908 och belgaren Robert Wancour blev segrare av det första loppet. Wancour vann också tävlingen året därpå, 1909.
Den belgiska cyklisten Nico Eeckhout har flest segrar i tävlingen - fyra stycken.

## Podieplaceringar

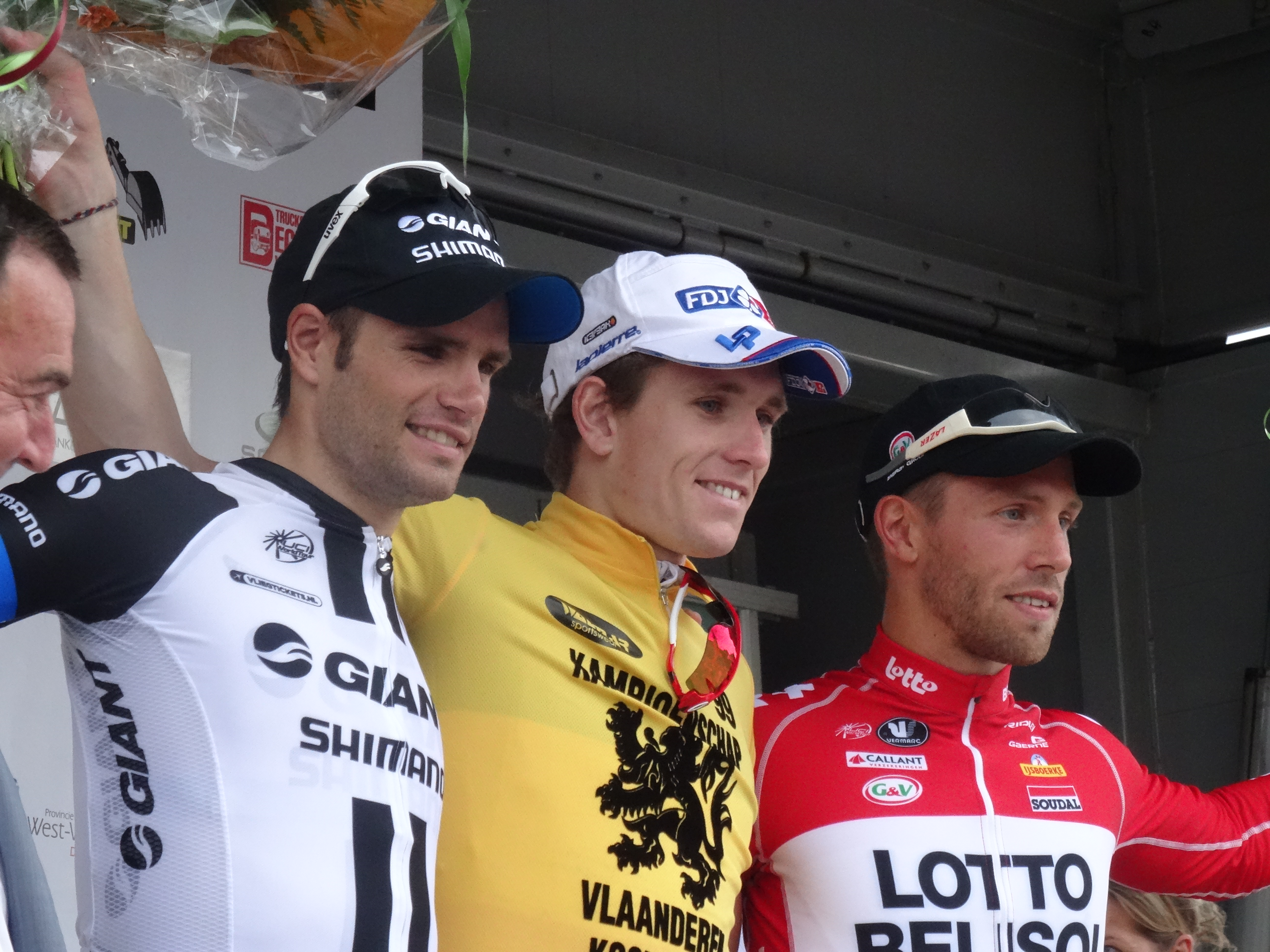
2014 : Luka Mezgec (2), Arnaud Démare (1) & Jonas Van Genechten (3).

| 1914-1918 |

| 1939-1940 |

| 1944 |

| 2020 |